# Tendinosi calcifica

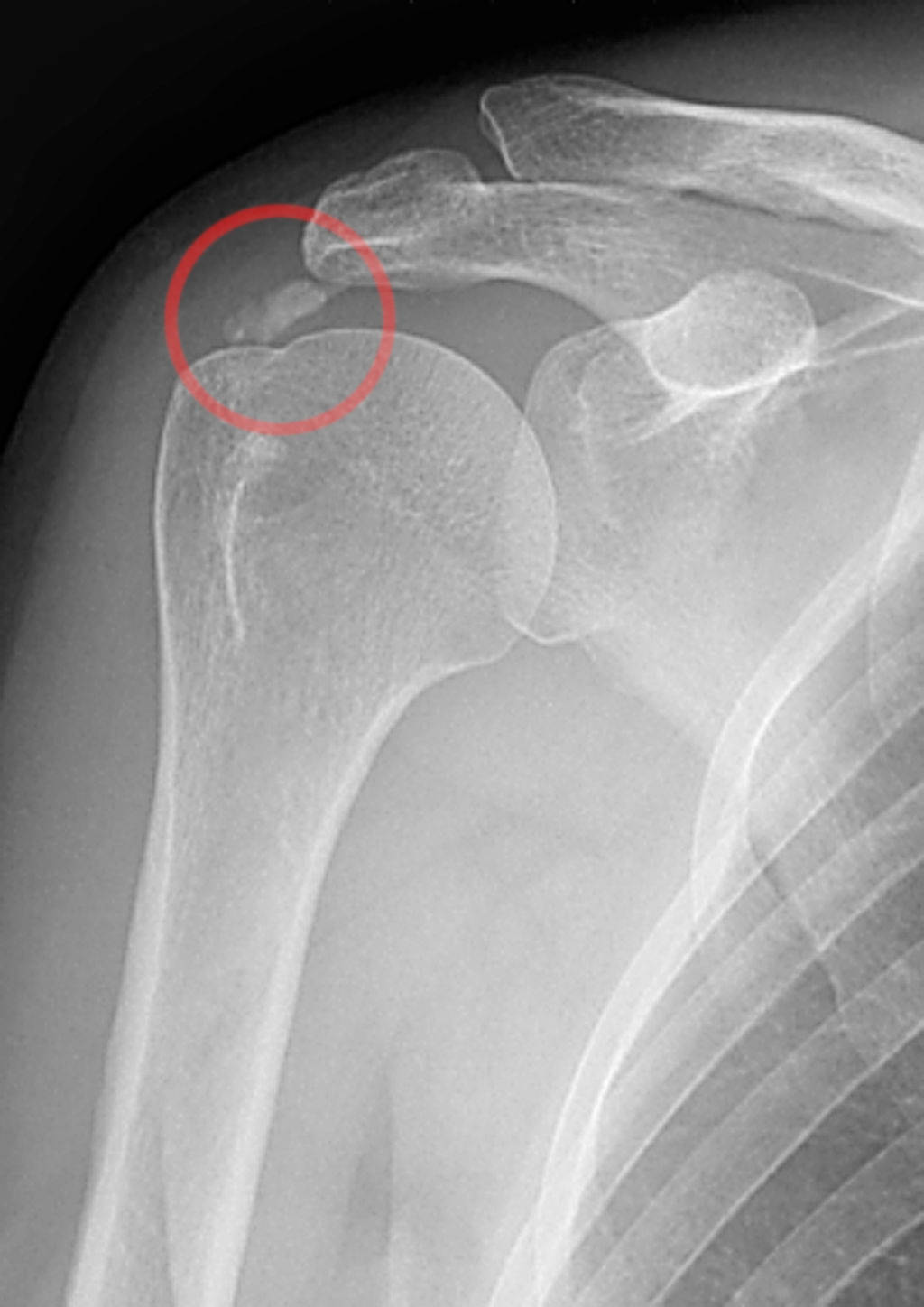

La tendinosi calcifica è una tendinopatia degenerativa caratterizzata dal deposito localizzato di sali di calcio.

## Clinica
I sintomi e i segni clinici di tale infiammazione sono dolore, che può risultare intensivo ed intenso, oltre ad una diminuzione del movimento.

## Trattamento
Tale tendinite può guarire spontaneamente. Nel caso questo non accada è utile la fisioterapia, somministrazione di FANS, iniezione locale di steroidi, più recentemente la terapia con onde d'urto che in poche sedute incruente generalmente risolve il problema, artrocentesi o infine, nei casi peggiori, un trattamento chirurgico.
Esiste la possibilità inoltre di effettuare una "litoclasia ecoguidata" che consiste in una lavaggio con soluzione fisiologica della calcificazione tendinea mediante l'impiego di due aghi che vengono infissi nella calcificazione sotto guida ecografica, con conseguente scioglimento ed eliminazione della stessa. Questa terapia viene effettuata previa anestesia locale e non presenta controindicazioni.

### Supplemento di magnesio
Basse dosi di livello di magnesio nella persona possono causare depositi che portano alla tendinite. Un supplemento di magnesio può prevenire la formazione della calcificazione.